# Mimema holwayi
Mimema holwayi är en svampart som beskrevs av H.S. Jacks. 1931. Mimema holwayi ingår i släktet Mimema och familjen Uropyxidaceae.   Inga underarter finns listade i Catalogue of Life.